# Ferrari 312T
Der Ferrari 312T war ein Formel-1-Rennwagen, den die Scuderia Ferrari 1975 und 1976 in der Formel-1-Weltmeisterschaft einsetzte.

## Allgemeines
Der Ferrari 312T war 1975 das Spitzenauto in der Formel-1-Weltmeisterschaft. Das Chassis war ein Monocoque mit teilweise mittragendem Motor. Im 312T war das Monocoque jedoch in einen Rahmen aus Vierkantstahlprofilen gesetzt, sodass es genau genommen eine Kombination aus Rohrrahmen und Schalenbau war. Vorn schloss ein Magnesiumgussteil das Monocoque ab, in dem die Bremszylinder, Stoßdämpfer und Federn sowie die Anlenkpunkte der Radaufhängung und der Stabilisator saßen. Hinten stellte ein Abschlussteil die Verbindung von Monocoque und Motor her. Das „T“ in der Typenbezeichnung stand für „transversal“ (quer) und bedeutete ein Getriebe, das im rechten Winkel zum Motor vor der Hinterachse angeflanscht war. 
Ab seinem Debüt bei der BRDC International Trophy in Silverstone mit Niki Lauda am Steuer war der 312T ein Siegerwagen. Beim dritten Grand-Prix-Start, dem Großen Preis von Monaco, siegte Lauda erneut. Es war der erste Sieg im Fürstentum seit dem Erfolg von Maurice Trintignant 1955. Lauda wurde mit fünf Saisonsiegen Fahrerweltmeister. Sein dritter Platz beim Großen Preis von Italien reichte ihm vorzeitig zum Gewinn des Titels. Das Rennen gewann Clay Regazzoni im zweiten 312T und am Ende des Jahres gingen zum ersten Mal seit 1964 beide Weltmeistertitel an die Scuderia. Auch zu Beginn der Saison 1976 wurde der 312T bei den ersten drei Rennen eingesetzt, die alle mit Siegen der Scuderia (zweimal Lauda, einmal Regazzoni) endeten, dann kam der 312T2.

## Technik

### Motor
Der Motor ist ein Zwölfzylinder-V-Motor(Zylinderbankwinkel 180°) mit zwei Nockenwellen pro Zylinderbank und vier Ventilen pro Zylinder, Ventilsteuerung über Nocke und Tassenstößel. Zylinder und Kurbelgehäuse sind aus Aluminium. Die Benzineinspritzung ist mechanisch über Schieber, die anders als Drosselklappen bei Vollgasstellung den gesamten Kanalquerschnitt freigeben.
Die Leistung des Motors lag bei 495 PS bei 11.800 Umdrehungen pro Minute und damit etwa 25 PS über den Motoren der Konkurrenz. Das ging allerdings mit einem höheren Kraftstoffverbrauch einher, sodass die Ferraris mit etwa 30 Liter bzw. 22,5 kg mehr Benzin starten mussten als die Fahrzeuge mit Ford- oder BRM-Motoren. Um den Verbrauch dennoch in vertretbaren Grenzen zu halten, wurde das Kraftstoff-Luft-Gemisch im Training möglichst knapp eingestellt, konnte jedoch vom Fahrer angereichert werden, um ein Stottern des Motors bei Drehzahlen im Bereich von 7000 bis 9000 Umdrehungen pro Minute zu vermeiden.
Die Drehschwingungen der langen Kurbelwelle des Zwölfzylinders, die bei älteren Konstruktionen mitunter zum Bruch der Welle führten, sind verhältnismäßig gering, da die Schwungscheibe nicht fest mit der Kurbelwelle verschraubt, sondern über ein Gummielement mit ihr verbunden ist. Die Kurbelwelle ist nur vierfach gelagert.
Der Motor des 312T galt als unempfindlich und zuverlässig. Niki Lauda schrieb in seinem Buch Niki Lauda Formel 1, eine absolute Drehzahlgrenze, bei der der Motor „echt abgestochen“ werde, lasse sich nur schwer angeben. Rechnerisch seien es 12.800/min. Durch einen Schaltfehler habe er aber einen Motor „über 13.500 Touren schnalzen“ lassen, ohne dass es zu einem Schaden gekommen sei.

### Getriebe

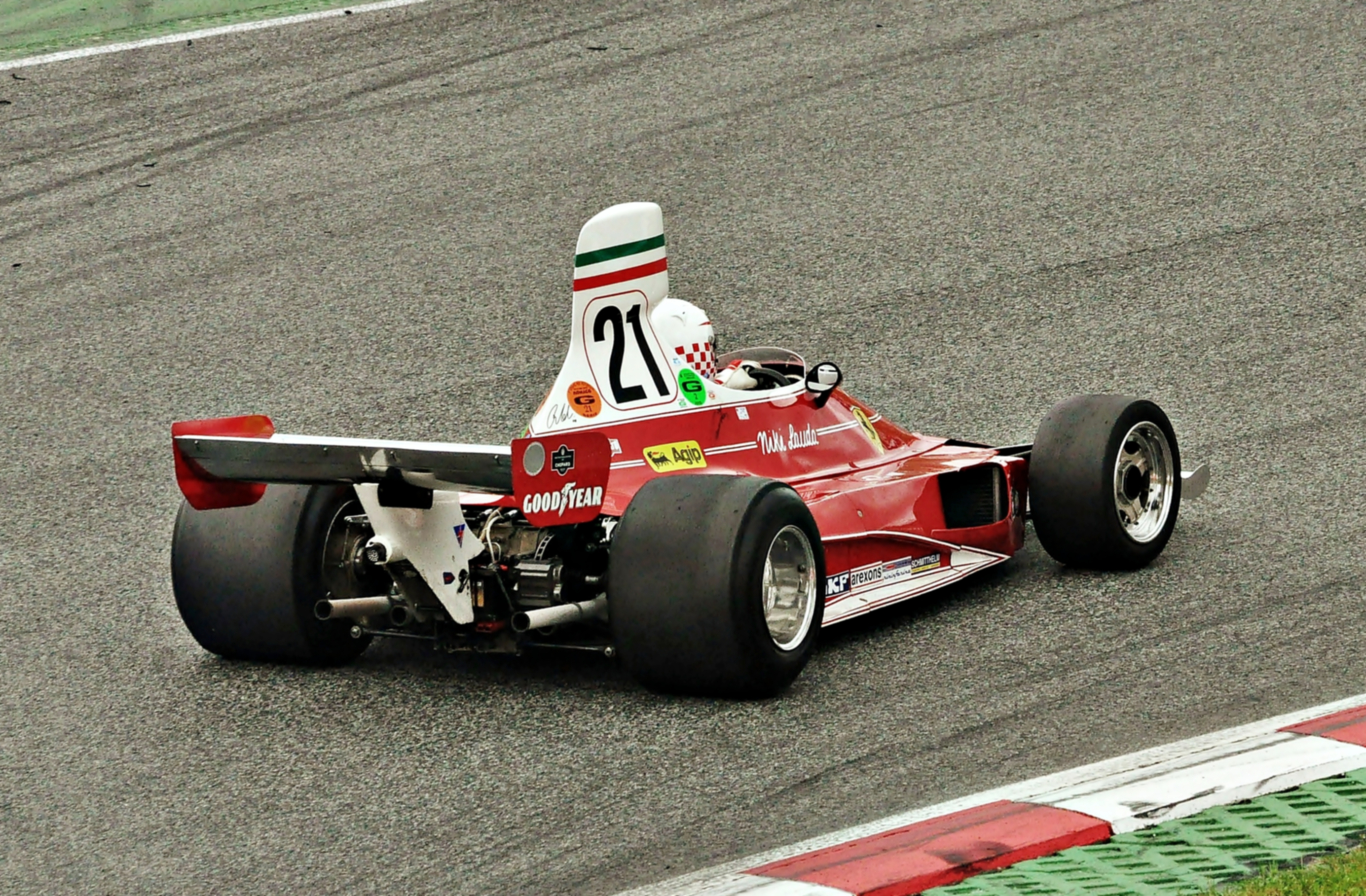
Niki Laudas Ferrari 312T bei einem Oldtimer-Rennen 2012

Das Getriebe ist platzsparend quer eingebaut. Dabei wurde möglicherweise berücksichtigt, die Hinterradaufhängung an Querlenkern im Zuge der Weiterentwicklung durch eine De-Dion-Achse zu ersetzen. Es hat fünf nicht synchronisierte Vorwärtsgänge und einen Rückwärtsgang. Geschaltet wird mit einem kleinen, in einer Kulisse mit drei Ebenen geführten Schalthebel. In der ersten Ebene liegen Rückwärts- und erster Gang, daneben zweiter und dritter und in der dritten Ebene vierter und fünfter Gang. Durch den Schiebemechanismus in der Kulisse wird ein Verschalten vom vierten direkt in den ersten Gang und dadurch ein Überdrehen des Motors vermieden. Der Rückwärtsgang kann nur nach Anheben einer Klappe eingelegt werden. Hochschalten kann der Fahrer wie bei einem synchronisierten Getriebe. Zurückgeschaltet wird mit Zwischenkuppeln und Zwischengas.
Die Übersetzungen wurden wie bei Rennwagen üblich an die jeweilige Rennstrecke angepasst, sodass am Ende der längsten Geraden im fünften Gang die Höchstdrehzahl erreicht wird und beim Herausbeschleunigen aus Kurven im entsprechenden niedrigeren Gang. Die Übersetzungen zu wechseln ist bei dem quer eingebauten Ferrari-Getriebe verhältnismäßig schwierig. Es genügt nicht, wie bei den Hewland-Getrieben der Konkurrenz den frei zugänglichen hinteren Deckel abzunehmen, um an die Getriebewellen zu kommen. Beim Ferrari-Getriebe muss die rechte Radaufhängung vollständig demontiert werden, um die Schrauben des Gehäusedeckels lösen zu können. Der Unterschied im Arbeitsaufwand beträgt ungefähr zwei Stunden.
Das Getriebe und das damit verbundene Sperrdifferenzial haben einen eigenen Ölkreislauf mit Pumpe, der über zwei Schläuche mit dem Kühler verbunden ist.

### Monocoque, Cockpit und Karosserie

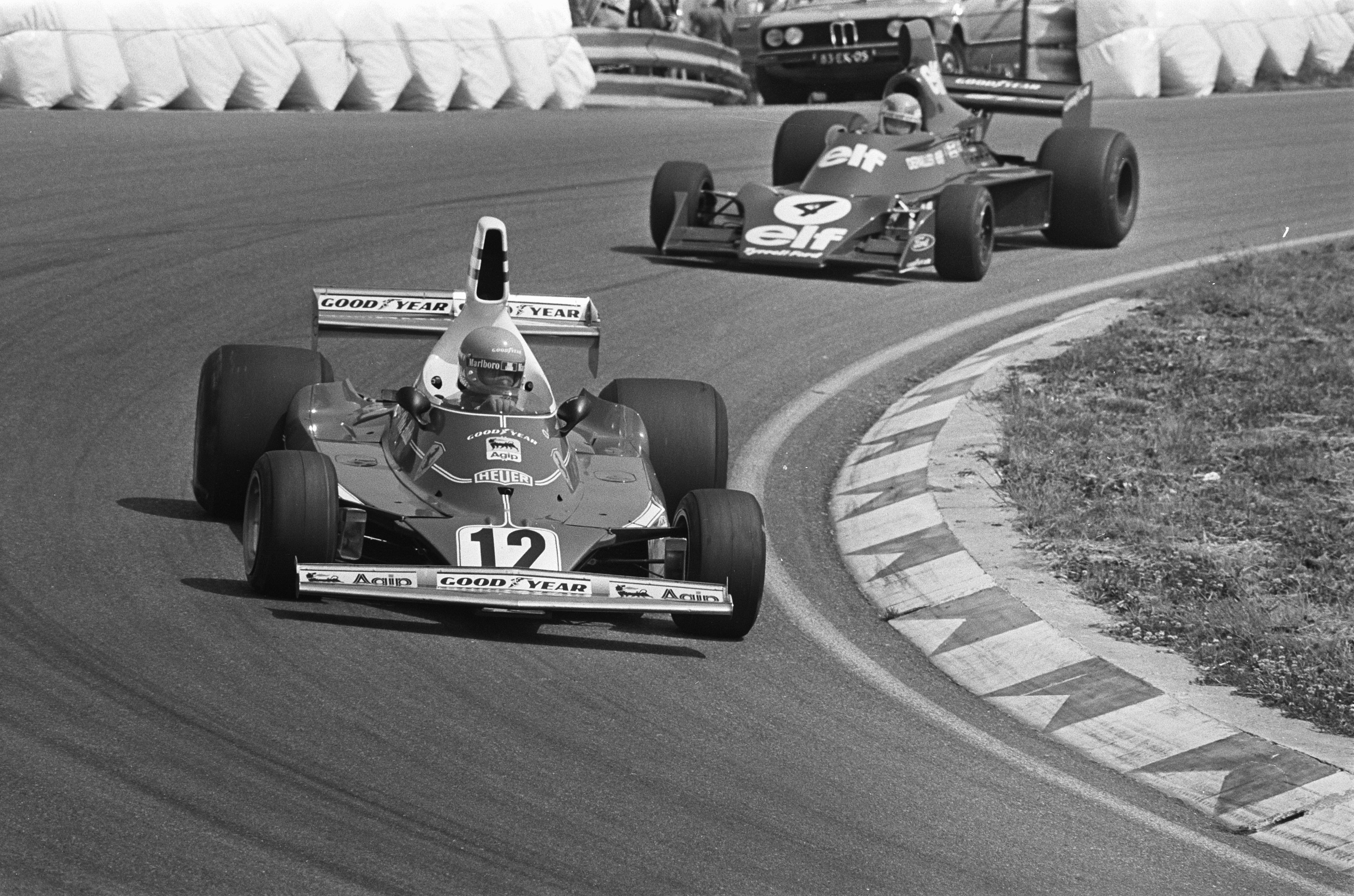
Niki Lauda beim Großen Preis der Niederlande 1975

Das Monocoque als wesentliches Teil des Chassis besteht aus Vierkantstahlprofilen mit aufgenieteten Aluminiumplatten, ist also eine Kombination von Rohrrahmen und Schalenbau. Durch diese Verbindung wird eine höhere Steifigkeit und auch eine höhere Sicherheit erreicht, allerdings zulasten des Gewichts und der Kosten. Links und rechts im Bereich der Tanks ist eine 10 Zentimeter breite ausgeschäumte Konstruktion als Knautschzone angebracht. Im vorderen Abschluss des Monocoques, einem Magnesiumgussteil, sitzen zwei Bremszylinder, Federn und Stoßdämpfer, die Anlenkpunkte der Radaufhängung und der Stabilisator. Der hintere Abschluss ist ebenfalls aus Magnesium. Er verbindet das Monocoque mit dem mittragenden Motor. Der Überrollbügel ist durch Streben nach vorn und hinten abgestützt und trägt dadurch ebenso wie einfache Rohrkonstruktionen zwischen Monocoque und Motor zur Steifigkeit des Chassis bei.
Das Cockpit mit einer auf den Fahrer zugeschnittenen Sitzschale ist im Vergleich zu späteren Generationen von Formel-1-Wagen schlicht ausgestattet. Im Armaturenbrett gibt es als zentrales Instrument einen analogen Drehzahlmesser mit einer Anzeige von 4000 bis 14.000/min. Einen Schleppzeiger, der die in einem Einsatz erreichte höchste Motordrehzahl festhält, gibt es nicht. Um ein Überdrehen zu vermeiden, hat der 312T einen Drehzahlbegrenzer, den der Fahrer notfalls aber abschalten kann. Ein Kombiinstrument rechts neben dem Drehzahlmesser zeigt Benzin- und Öldruck an, das linke Kombiinstrument Öl- und Wassertemperatur. Bei einem zu geringen Öldruck leuchtet die einzige Warnlampe am Armaturenbrett grell rot auf.
Folgende Schalter gibt es im Cockpit: Kippschalter für Rücklicht, das bei Regen und Nebel eingeschaltet wird, Kippschalter für Drehzahlbegrenzer, Starterknopf, Druckschalter für elektrische Benzinpumpe. Links ist außerdem ein durch eine rote Klappe gesicherter Schalter zum Auslösen des Feuerlöschers und der Notbeatmung des Fahrers sowie zum Ausschalten der Elektrik angebracht. Mit einem Knopf auf dem Lenkrad kann die Zündung blitzschnell ausgeschaltet werden, wenn zum Beispiel der Gasschieber auf Vollgas steckenbleibt.
Der Fahrer wird von einem Sechspunktgurt gehalten, damit er bei einem Frontalaufprall nicht nach vorn rutscht. In der Enge des Cockpits kann der Fahrer den Gurt nicht selbst anlegen; dazu braucht er zwei Helfer, einer links und einer rechts vom Fahrzeug. Der Gurt hat allerdings einen Zentralhebel, um alle Gurtteile gleichzeitig zu lösen.
Der 312T hat zwei Wasserkühler und zwei Ölkühler. Die Wasserkühler sind links und rechts in Höhe der Füße des Fahrers in die Karosserie einbezogen. Sie werden unter dem vorderen Flügel zwischen den Querlenkern angeströmt und auf Kniehöhe des Fahrers tritt die heiße Luft seitlich aus und wird so abgeleitet, dass die hinten beziehungsweise links und rechts vom Motor eingebauten Ölkühler nicht trifft. Der Wasserkühler ist durch vier Aluminiumrohre mit dem Motor verbunden. Die oberen Rohre verlaufen links und rechts neben den Schultern des Fahrers, die Rücklaufrohre liegen unten frei am Wagenboden in einer Aussparung der Knautschzone. 10 Liter Wasser sind im Umlauf.
Auffallendes Merkmal der Formel-1-Rennwagen und auch der Rennsportwagen Mitte der 1970er-Jahre war die Lufthutze oder Airbox hinter dem Fahrer, die dem Motor in erster Linie durch Staudruck Luft in die Ansaugtrichter der Einspritzanlage pressen und den Motor „aufladen“ soll. Der Aufladeeffekt, der oberhalb von 60 km/h einsetzt, ist allerdings gering. Ein wichtigerer Effekt ist, allen Zylindern gleichmäßig Ansaugluft mit Umgebungstemperatur zuzuführen, damit möglichst keine heiße Luft von Bremsscheiben, Kühlern und Auspuff angesaugt wird, die die Motorleistung verringert. Der Nachteil der großen Hutze ist allerdings die Erhöhung des Luftwiderstandes. Trotzdem sei laut Niki Lauda mit den Lufthutzen damals schneller gefahren worden als ohne.

### Radaufhängung und Federung
Wie seit Längerem in der Formel 1 üblich hat der Ferrari 312T vorn und hinten Einzelradaufhängung. Vorn ist es links und rechts ein oberer und ein unterer Dreiecksquerlenker mit Stabilisator, hinten sind es ebenfalls je ein unterer Trapezquerlenker und ein oberer Querlenker sowie je ein Längslenker und ein Stabilisator. 
Der Ferrari hat vorn und hinten Schraubenfedern aus Titan, das elastischer und um etwa 40 % leichter ist als Stahl. Vorn sind es innenliegende Federbeine (Stoßdämpfer innerhalb der Feder). Die Wirkung der Dämpfung kann verändert werden, ohne das gesamte Federbein auszubauen. Der Sturz der Vorder- und Hinterräder kann durch Verschieben der oberen oder unteren Querlenkerpunkte verändert werden, ebenso die Vorspur der Hinterachse. Die Bodenfreiheit lässt sich durch Verdrehen der Aluminiumfederteller an den Stoßdämpfern einstellen.

## Galerie

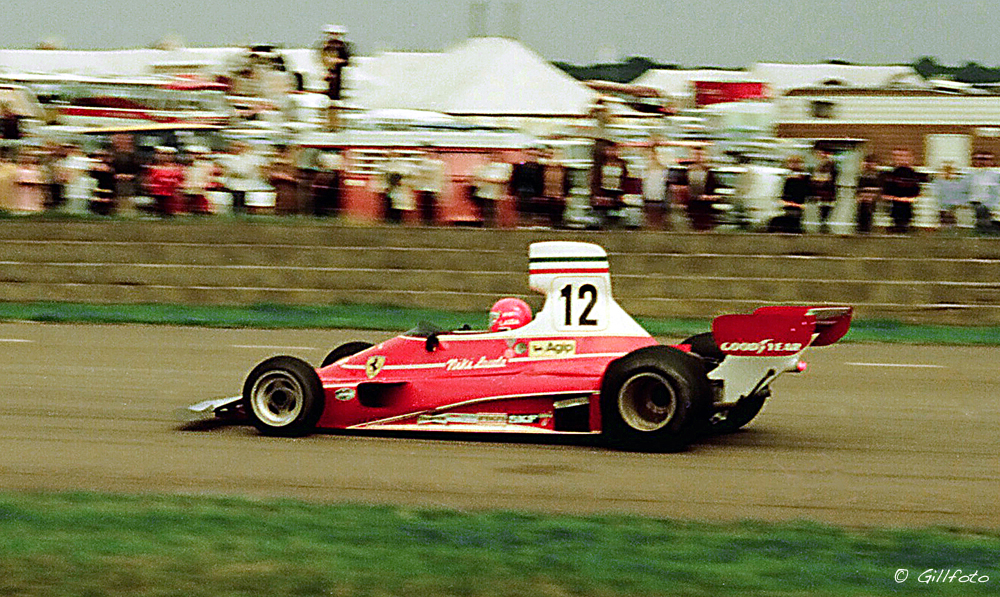
Niki Lauda im 312T beim Großen Preis von Großbritannien 1975
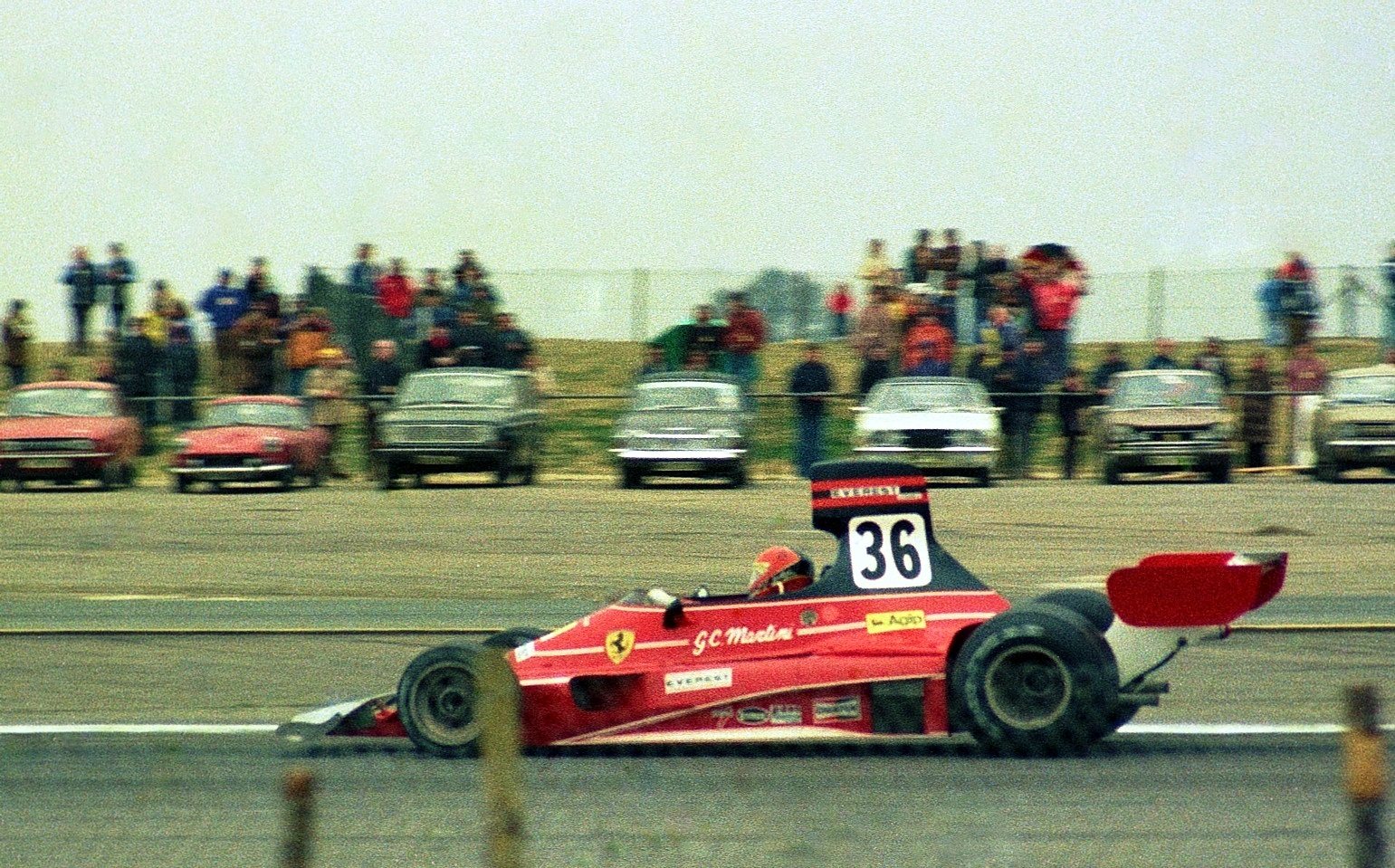
Giancarlo Martini im 312T beim BRDC International in Silverstone 1976
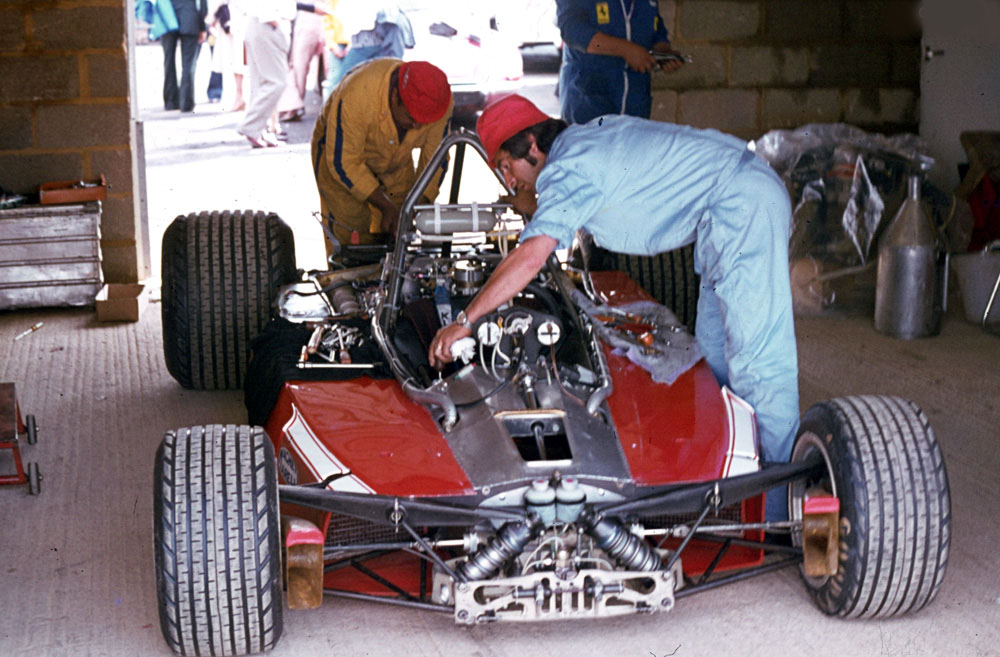
312T ohne Cockpitverkleidung und Frontflügel

## Ergebnisse
| Fahrer               | Nr.                  | 1 | 2   | 3   | 4   | 5   | 6 | 7 | 8 | 9   | 10 | 11  | 12 | 13 | 14  | 15 | 16 | Punkte  | Rang |
| -------------------- | -------------------- | - | --- | --- | --- | --- | - | - | - | --- | -- | --- | -- | -- | --- | -- | -- | ------- | ---- |
| Formel-1-Saison 1975 | Formel-1-Saison 1975 |   |     |     |     |     |   |   |   |     |    |     |    |    |     |    |    | 72,5    | 1.   |
| C. Regazzoni         | 11                   | 4 | 4   | 16* | NC  | DNF | 5 | 3 | 3 | DNF | 13 | DNF | 7  | 1  | DNF |    |    | 72,5    | 1.   |
| N. Lauda             | 12                   | 6 | 5   | 5   | DNF | 1   | 1 | 1 | 2 | 1   | 8  | 3   | 6  | 3  | 1   |    |    | 72,5    | 1.   |
| Formel-1-Saison 1976 | Formel-1-Saison 1976 |   |     |     |     |     |   |   |   |     |    |     |    |    |     |    |    | 27/83 1 | 1. 1 |
| N. Lauda             | 01                   | 1 | 1   | 2   |     |     |   |   |   |     |    |     |    |    |     |    |    | 27/83 1 | 1. 1 |
| C. Regazzoni         | 02                   | 7 | DNF | 1   |     |     |   |   |   |     |    |     |    |    |     |    |    | 27/83 1 | 1. 1 |

| Legende  | Legende            | Legende                                                          |
| Farbe    | Abkürzung          | Bedeutung                                                        |
| -------- | ------------------ | ---------------------------------------------------------------- |
| Gold     | –                  | Sieg                                                             |
| Silber   | –                  | 2. Platz                                                         |
| Bronze   | –                  | 3. Platz                                                         |
| Grün     | –                  | Platzierung in den Punkten                                       |
| Blau     | –                  | Klassifiziert außerhalb der Punkteränge                          |
| Violett  | DNF                | Rennen nicht beendet (did not finish)                            |
| Violett  | NC                 | nicht klassifiziert (not classified)                             |
| Rot      | DNQ                | nicht qualifiziert (did not qualify)                             |
| Rot      | DNPQ               | in Vorqualifikation gescheitert (did not pre-qualify)            |
| Schwarz  | DSQ                | disqualifiziert (disqualified)                                   |
| Weiß     | DNS                | nicht am Start (did not start)                                   |
| Weiß     | WD                 | zurückgezogen (withdrawn)                                        |
| Hellblau | PO                 | nur am Training teilgenommen (practiced only)                    |
| Hellblau | TD                 | Freitags-Testfahrer (test driver)                                |
| ohne     | DNP                | nicht am Training teilgenommen (did not practice)                |
| ohne     | INJ                | verletzt oder krank (injured)                                    |
| ohne     | EX                 | ausgeschlossen (excluded)                                        |
| ohne     | DNA                | nicht erschienen (did not arrive)                                |
| ohne     | C                  | Rennen abgesagt (cancelled)                                      |
| ohne     | keine WM-Teilnahme |                                                                  |
| sonstige | P/fett             | Pole-Position                                                    |
| sonstige | 1/2/3/4/5/6/7/8    | Punktplatzierung im Sprint-/Qualifikationsrennen                 |
| sonstige | SR/kursiv          | Schnellste Rennrunde                                             |
| sonstige | *                  | nicht im Ziel, aufgrund der zurückgelegten Distanz aber gewertet |
| sonstige | ()                 | Streichresultate                                                 |
| sonstige | unterstrichen      | Führender in der Gesamtwertung                                   |

## Technische Daten
| 312T                                      | Technische Daten |
| ----------------------------------------- | --- |
| Motor                                     | Ferrari-12-Zylinder (180° V) |
| Hubraum                                   | 2998 cm³ |
| Leistung                                  | 495 PS (364 kW) bei 11.800/min |
| Ventilsteuerung                           | 2 obenliegende Nockenwellen pro Zylinderbank, 4 Ventile pro Zylinder                                                                 |
| Gemischaufbereitung                       | Lucas-Einspritzung |
| Schmierung                                | Trockensumpf |
| Kühlung                                   | 2 Wasserkühler (Gesamtinhalt 10 Liter), kein Ventilator                                                                              |
| Kupplung                                  | Zweischeibentrockenkupplung |
| Getriebe                                  | Nicht synchronisiertes Ferrari-Fünfganggetriebe in einer Einheit mit dem Differenzial (75 % Sperre), Kulissenschaltung               |
| Radaufhängung vorn                        | Doppelte Dreiecksquerlenker mit innenliegenden Schraubenfedern und Teleskopstoßdämpfern, innenliegender Stabilisator                 |
| Lenkung                                   | Ritzel und Zahnstange |
| Radaufhängung hinten                      | Zwei Querlenker (Federung wie vorn), Stabilisator                                                                                    |
| Bremsen                                   | Innenbelüftete Scheibenbremsen, vorn außen-, hinten innenliegend, Bremssättel mit vier Kolben, getrennte Bremskreise vorn und hinten |
| Radstand                                  | 2500 mm |
| Spurweite vorn und hinten                 | 1550–1600 mm (je nach Felgenbreite)                                                                                                  |
| Länge × Breite × Höhe                     | ca. 4500 × ca. 2100 × 1300 mm |
| Reifen                                    | vorn 9,2/20,0–13, hinten 16,2/26,0–13                                                                                                |
| Gewicht (ohne Fahrer und mit leerem Tank) | 595 kg |